# Park Valkenberg

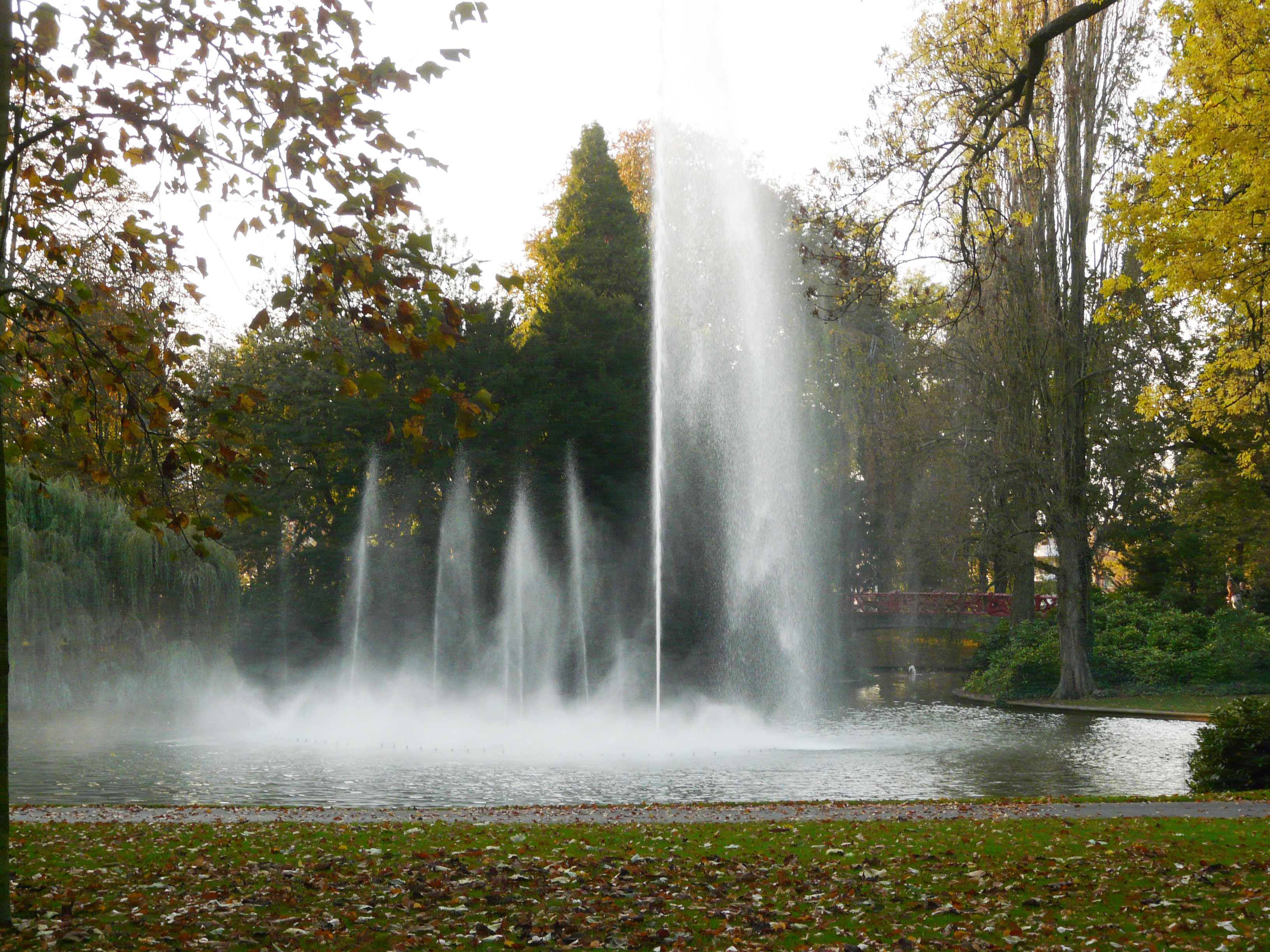
De grote fontein

Park Valkenberg ligt in de binnenstad van de Nederlandse stad Breda in de wijk Valkenberg. Het ligt op de doorgangsroute naar het Centraal Station Breda, achter het Kasteel van Breda. Vroeger was het park de tuin van het kasteel.
Bij de ingang van het park aan de Willemstraat bevindt zich het Baroniemonument uit 1905, ontworpen door architect P.J.H. Cuypers. Een andere ingang is gelegen naast het Begijnhof.
In het rustige stadspark is een vijver met een grote fontein en er staan een aantal kunstwerken. Ook zijn er restanten van verdedigingstorens te zien die deel uit maakten van de vroegere stadsmuur. Er is een speelvoorziening voor kinderen.
In het noorden van het park staat sinds 2002 't  T Huis, ontworpen door architect/kunstenaar John Körmeling. Op de gevel van het vrijwel transparante gebouw staat slagroom, spaghetti, koffie, worst, ijs, kauwgom, soep, friet, snoep, salade, pepermunt, bier, taart, thee. Weinig daarvan is er daadwerkelijk te koop. De heuvel in het park is al vele jaren een ontmoetingsplaats voor jongeren uit Breda.

## Evenementen
Op Koningsdag wordt in het park de kindervrijmarkt gehouden.
Er worden door het jaar heen activiteiten in het park georganiseerd zoals Breda Barst en de Valkenbergconcerten. Ook wordt er de traditionele groepsfoto met Roodharigendag gemaakt.

## Galerij

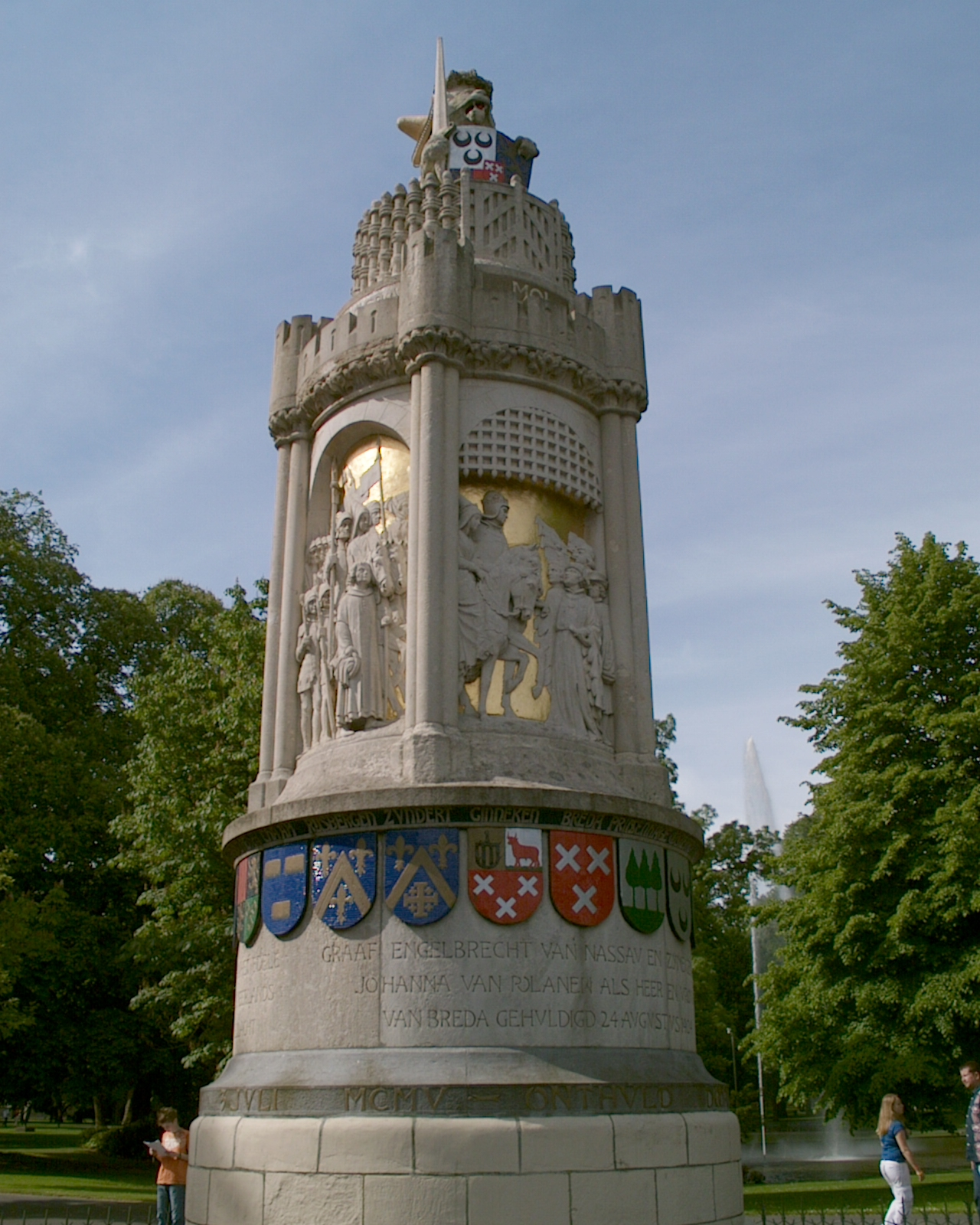
Het Baroniemonument is een rijksmonument
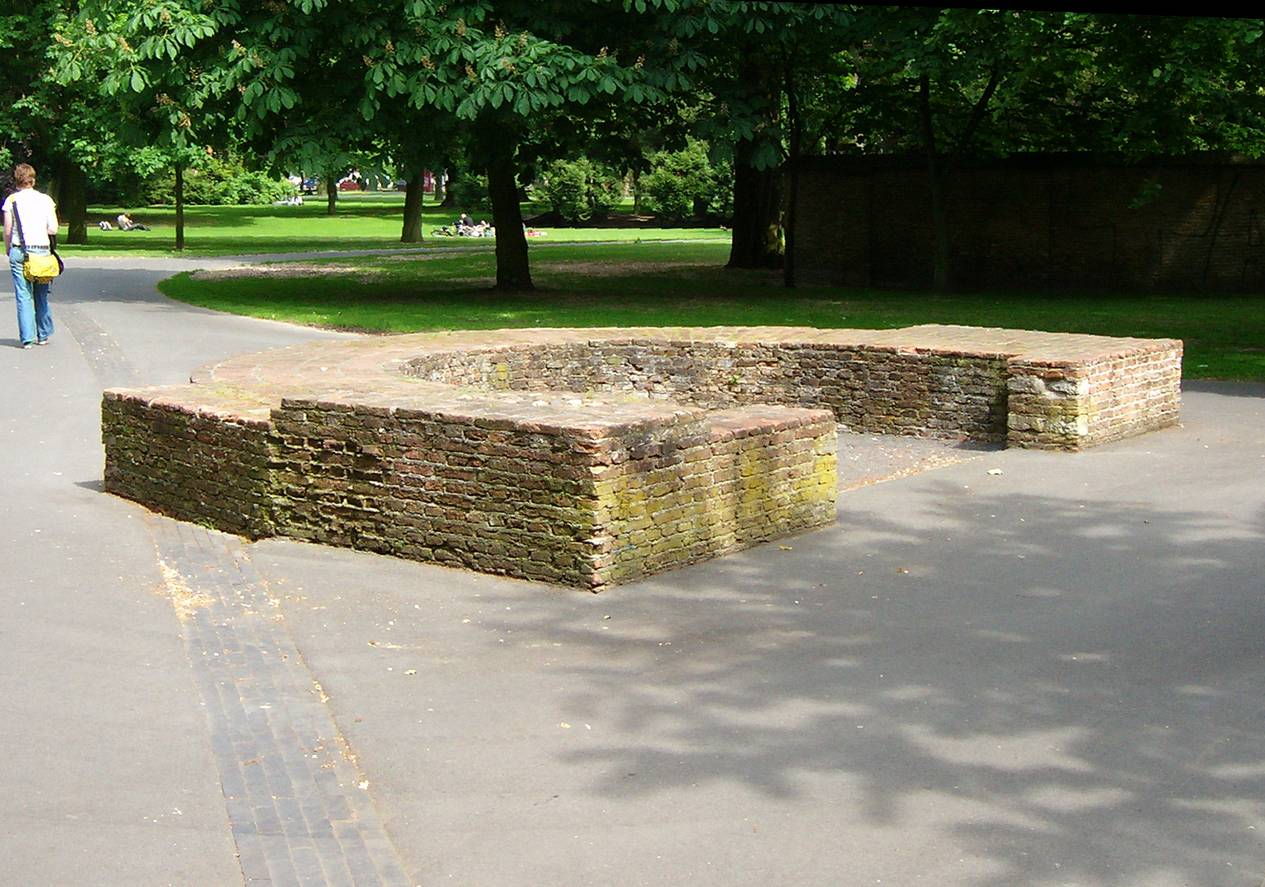
Fundament van een verdedigingstoren
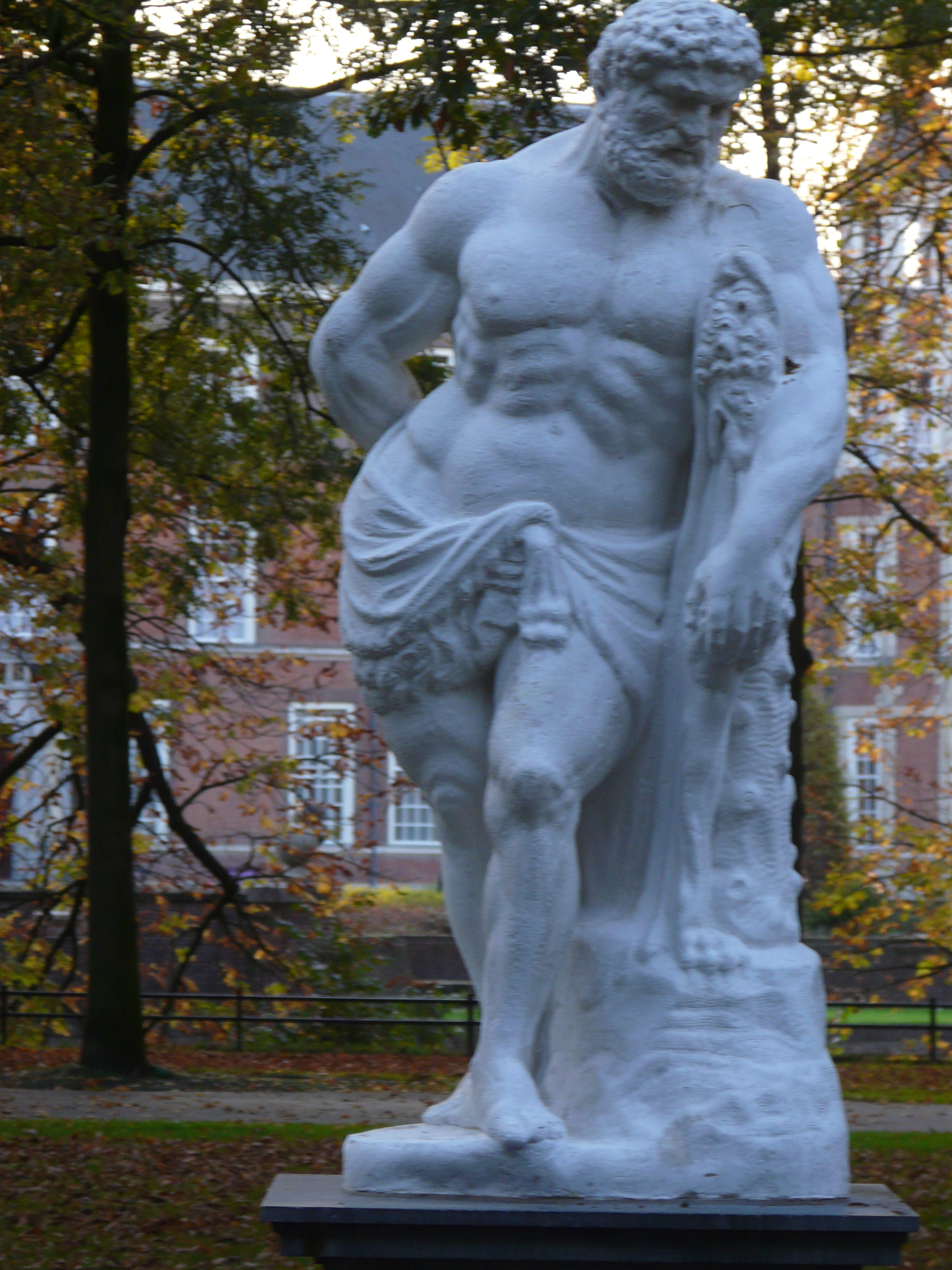
Hercules, replica van een Grieks beeld
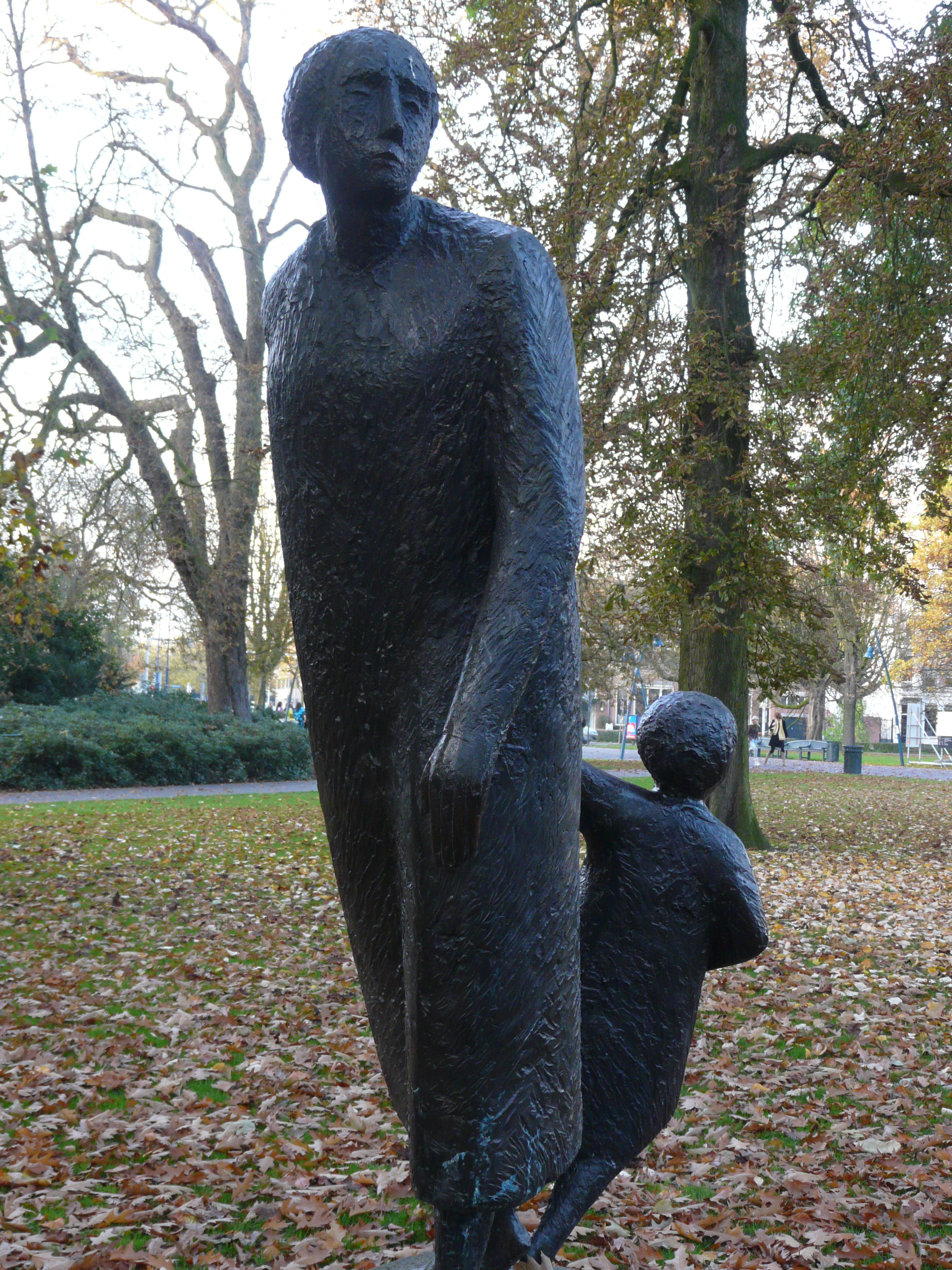
'De vlucht', moeder met kind van Hein Koreman
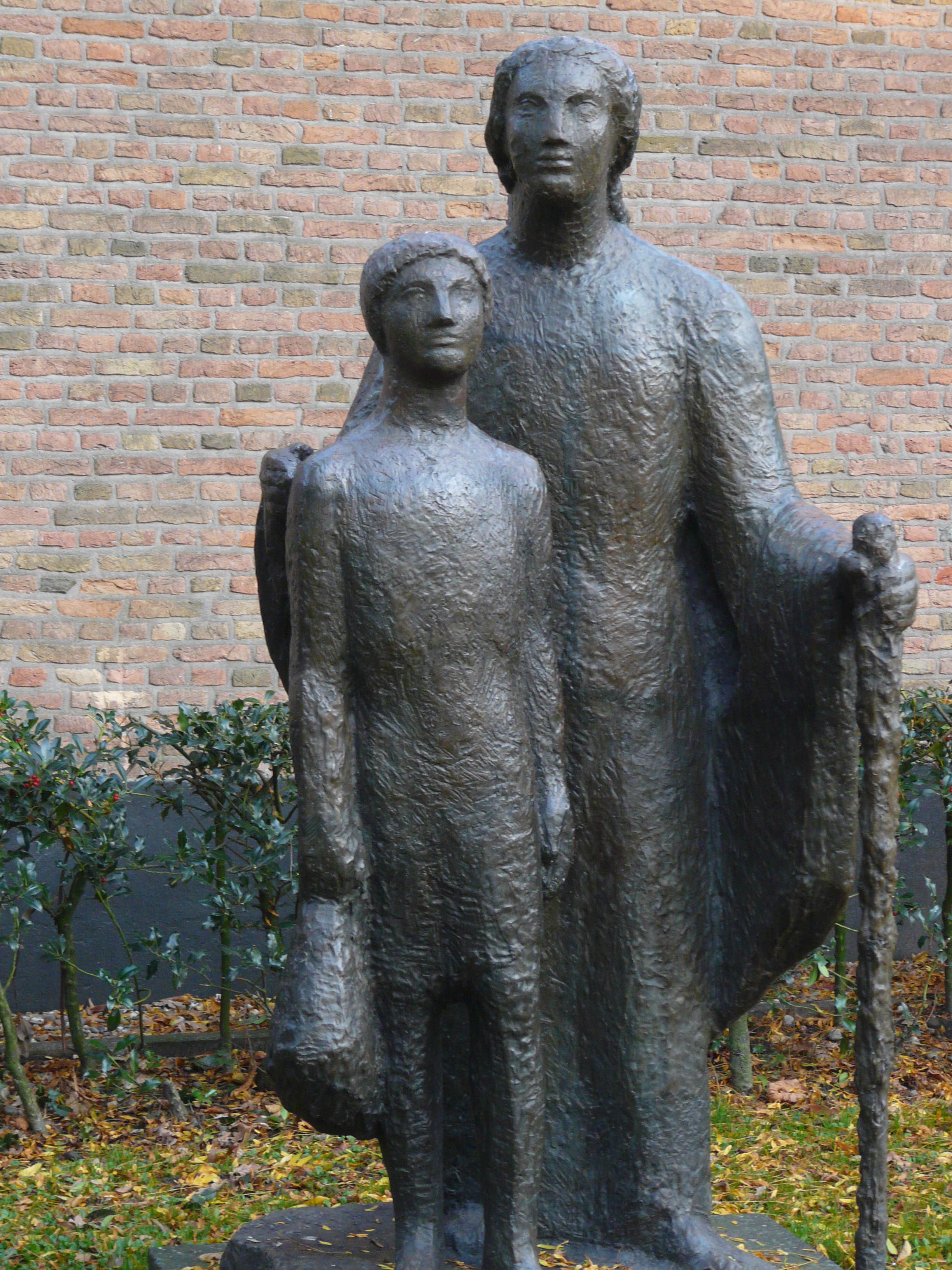
'Tobias en de engel' van Mari Andriessen
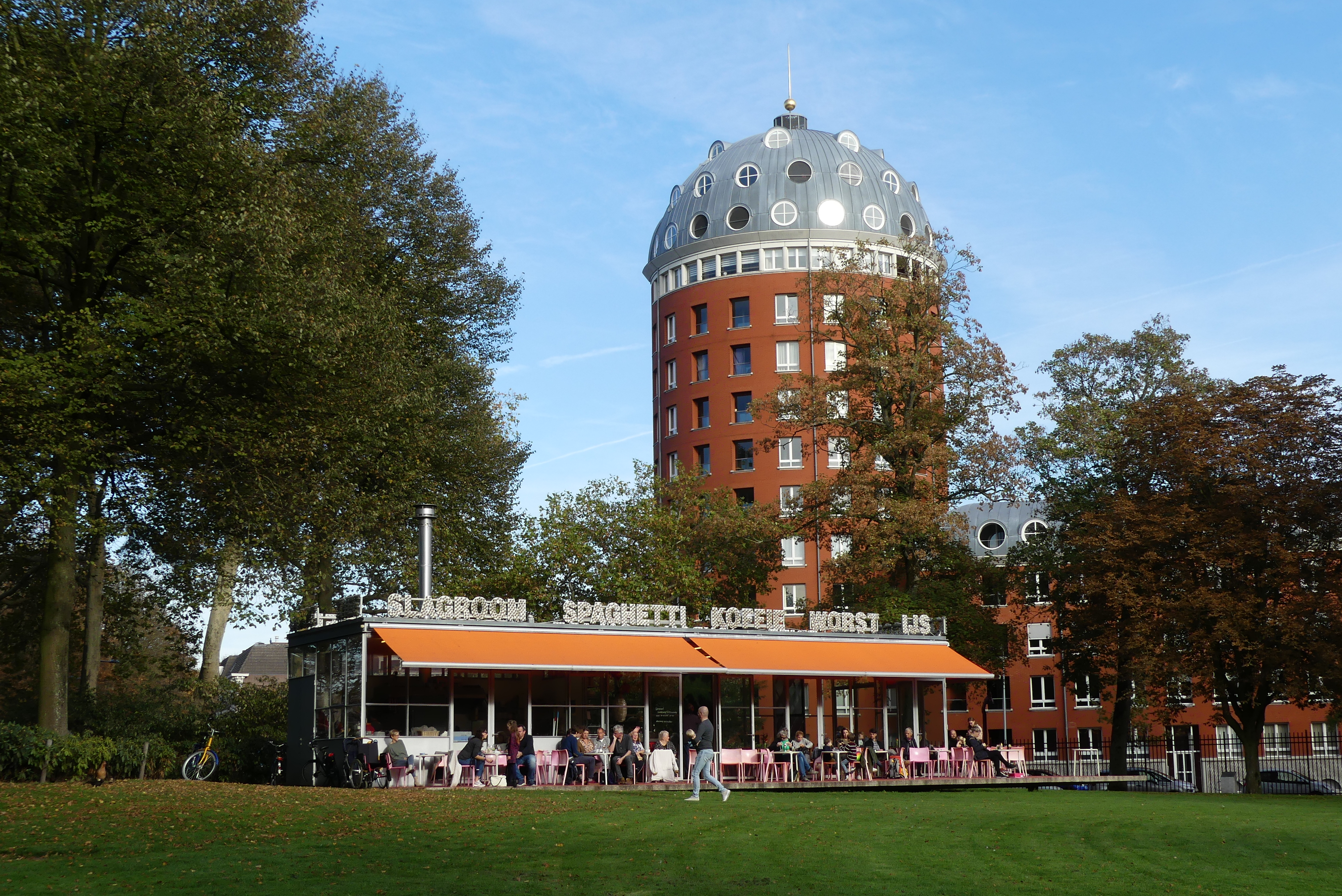
't T Huis
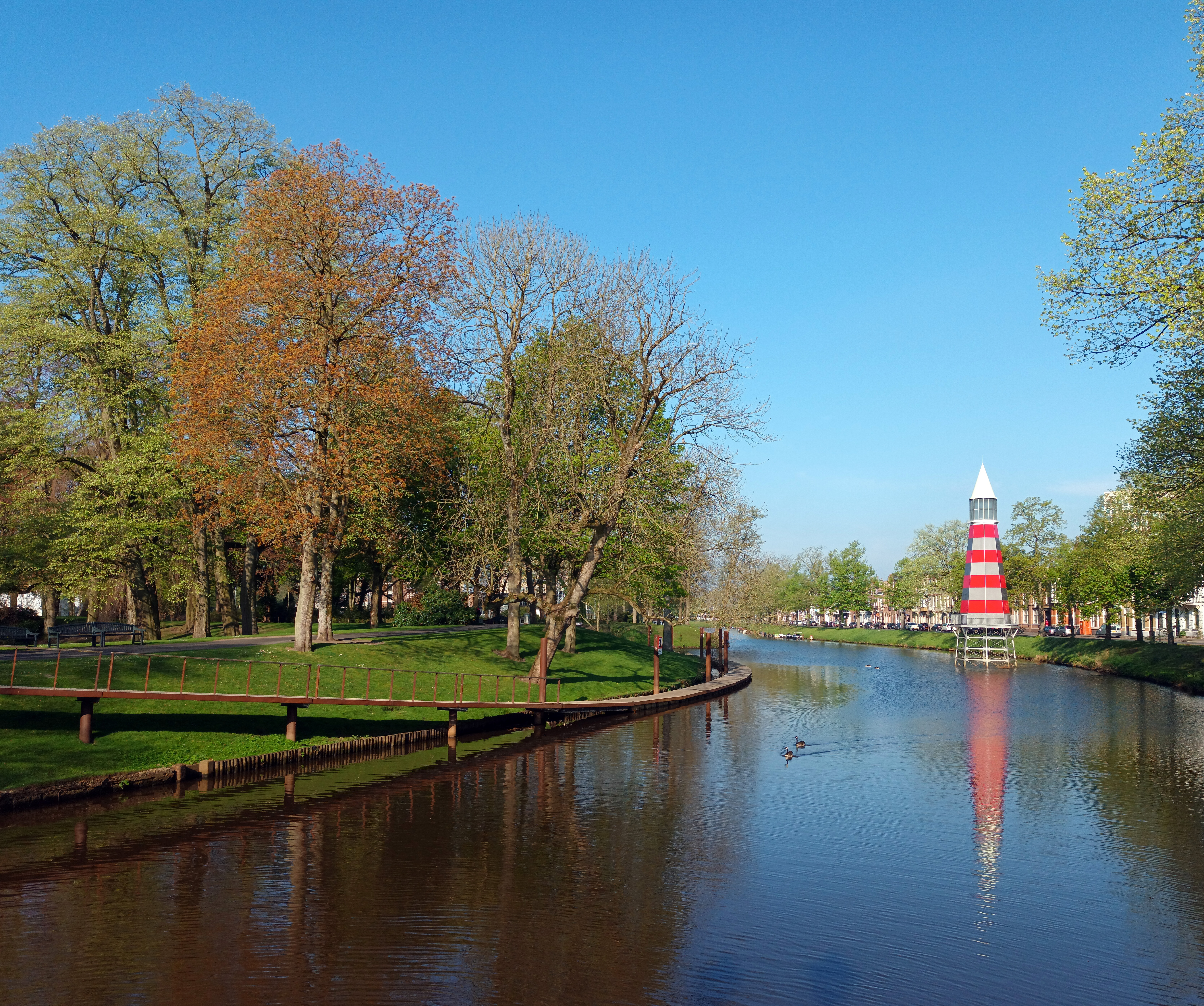
Park Valkenberg, Breda